# Šienlaukio miškas
Šienlaukio miškas este o arie protejată (sit de importanță comunitară — SCI) din Lituania întinsă pe o suprafață de 50,8 ha, integral pe uscat.

## Localizare
Centrul sitului Šienlaukio miškas este situat la coordonatele 55°30′04″N 23°02′36″E / 55.5011°N 23.0432°E.

## Înființare
Situl Šienlaukio miškas a fost declarat sit de importanță comunitară în aprilie 2018 pentru a proteja 1 specie de animale.

## Biodiversitate
Situată în ecoregiunea boreală, aria protejată nu include niciun habitat protejat.
La baza desemnării sitului se află o specie protejată de  nevertebrate: Osmoderma eremita.